# Andrzej Liczik
Andrzej Liczik (* 4. März 1977 in Feodossija, Ukrainische SSR) ist ein ehemaliger polnischer Boxer und Teilnehmer der Olympischen Spiele 2004 im Bantamgewicht.

## Herkunft
Andrzej Liczik wurde als Sohn einer Russin und eines Weißrussen in der Ukrainischen SSR geboren und kam 1998 nach Polen, wo er mit dem Boxsport begann und am 9. Mai 2002 die polnische Staatsbürgerschaft erhielt.

## Boxkarriere
Andrzej Liczik trainierte in den Clubs Imex Jastrzębie, Victoria Jaworzno und Hetman Białystok. Seine Trainer waren unter anderem Fiodor Łapin und Ludwik Buczyński. Er wurde 2003 Polnischer Meister im Bantamgewicht, sowie 2005, 2006, 2007 und 2010 Polnischer Meister im Federgewicht. 2004 wurde er Vizemeister im Federgewicht, sowie 2009 und 2011 jeweils Vizemeister im Leichtgewicht. Das in Polen ausgetragene internationale Feliks Stamm Tournament gewann er in den Jahren 2000, 2001, 2002, 2006, 2007 und 2010.
Bei den Europameisterschaften 2002 in Perm schied er gegen Lasha Ochigava und bei den Weltmeisterschaften 2003 in Bangkok gegen den amtierenden Weltmeister und Olympiasieger Guillermo Rigondeaux aus.
Bei den Europameisterschaften 2004 in Pula unterlag er erst im Halbfinale gegen Ali Hallab und sicherte sich somit eine Bronzemedaille im Bantamgewicht. Mit diesem Erfolg hatte er sich für die Olympischen Spiele 2004 in Athen qualifiziert, wo er im Achtelfinale gegen den späteren Bronzemedaillengewinner Bohodirion Sultanov aus Usbekistan ausschied.
2005 gewann er eine Bronzemedaille im Federgewicht bei den EU-Meisterschaften in Cagliari. Bei den Europameisterschaften 2006 in Plowdiw verlor er gegen Stephen Smith und bei den Europameisterschaften 2010 in Moskau gegen Sergei Wodopjanow.